# Ron Holmberg
Ronald Holmberg (Brooklyn, 27 gennaio 1938) è un ex tennista statunitense.

## Carriera
A livello giovanile riesce a conquistare il Torneo di Wimbledon 1956, superando nella finale un giovane Rod Laver con un netto 6-1, 6-1.
Nel circuito maggiore si fa notare per la semifinale raggiunta durante gli US Open 1959 dopo aver superato Dick Savitt e Laver sulla sua strada. Nel match per accedere alla finale viene tuttavia sconfitto da Alex Olmedo per 15-13, 6-4, 3-6, 6-1.
In Coppa Davis ha giocato un solo match, vinto, con la squadra statunitense.

## Statistiche

### Singolare

#### Vittorie (16)
| Numero | Anno | Torneo                                                        | Avversario in finale | Punteggio               |
| 1.     | 1955 | Casino Heights Invitational, Brooklyn                         | Phillip Hanna        | 6-1, 6-2, 6-1           |
| 2.     | 1957 | Eastern Clay Court Championships, Hackensack                  | Ubert Vincent        | 6-1, 6-4, 5-7, 6-4      |
| 3.     | 1959 | Blue-Gray Tournament, Montgomery                              | Gerald Moss          | 6-4, 4-6, 6-4, 2-6, 6-4 |
| 4.     | 1960 | Bristol West of England, Bristol                              | Gustavo Palafox      | 10-8, 6-4               |
| 5.     | 1960 | Pennyslvania Grass Court Champs, Haverford                    | Mike Davies          | 9-7, 8-6, 6-3           |
| 6.     | 1961 | Buffalo Indoor, Buffalo                                       | Dick Savitt          | 7-9, 9-7, 7-5           |
| 7.     | 1961 | Pittsburgh Golf Club's Annual Indoor Invitational, Pittsburgh | Sidney Schwartz      | 6-4, 6-3                |
| 8.     | 1962 | Cavalier Tennis, Virginia Beach                               | Bob Perry            | 6-1, 7-9, 6-1           |
| 9.     | 1963 | Torneo di Bluebonnet, Bluebonnet                              | Frank Froehling      |                         |
| 10.    | 1964 | Caracas Altamira International, Caracas                       | Roy Emerson          | 6-2, 6-4, 9-7           |
| 11.    | 1964 | Torneo di Quebec City, Québec                                 | Robert Bédard        | 6-1, 6-2, 6-2           |
| 12.    | 1965 | Dallas Indoor, Dallas                                         | Rafael Osuna         | 6-3, 6-3                |
| 13.    | 1965 | Pittsburg Indoor, Pittsburg                                   | Cliff Richey         | 4-6, 7-5, 6-1           |
| 14.    | 1965 | Canadian Open, Toronto                                        | Lester Sack          | 4-6, 4-6, 6-4, 6-2, 6-2 |
| 15.    | 1965 | Sugar Bowl Invitation, New Orleans                            | Ham Richardson       | 6-1, 6-2, 6-4           |
| 16.    | 1966 | Charlotte Invitation, Charlotte                               | Frank Froehling      | 6-4, 6-3                |

#### Finali perse (11)
| Numero | Anno | Torneo                                           | Avversario in finale | Punteggio                 |
| 1.     | 1958 | Blue-Gray Tournament, Montgomery                 | Gustavo Palafox      | 6-4, 6-1, 3-6, 2-6, 6-4   |
| 2.     | 1959 | Casino Invitation, Newport                       | Tony Pickard         | 5-7, 6-4, 6-1, 0-6, 6-3   |
| 3.     | 1960 | Pennsylvania Lawn Tennis Championship, Haverford | Mike Davies          | 9-7, 8-6, 6-3             |
| 4.     | 1960 | Meadow Club Invitational, Southampton            | Rod Laver            | 12-10, 6-3, 3-6, 2-6, 6-3 |
| 5.     | 1961 | Baltimore Mid-Atlantic Grass, Baltimora          | Frank Froehling      |                           |
| 6.     | 1962 | Philadelphia Indoor, Filadelfia                  | Jon Douglas          | 5-7, 3-6, 6-1, 6-2, 7-5   |
| 7.     | 1962 | Pennsylvania Lawn Tennis Championship, Haverford | Bill Bond            | 6-4, 6-4, 2-6, 2-6, 6-3   |
| 8.     | 1964 | Dallas Indoor, Dallas                            | Dennis Ralston       | 7-5, 6-2                  |
| 9.     | 1965 | Torneo di Quebec City, Québec                    | Robert Bédard        |                           |
| 10.    | 1966 | Atlanta Invitational, Atlanta                    | Chuck McKinley       | 8-6, 6-4                  |
| 11.    | 1966 | Torneo di Pensacola, Pensacola                   | Tom Edlefsen         | 6-3, 6-3                  |

### Doppio

#### Vittorie (2)
| Numero | Data | Torneo               | Superficie | Compagno      | Avversari in finale               | Punteggio          |
| 1.     | 1965 | Canada Open, Toronto | Cemento    | Lester Sack   | Robert Bédard Don Fontana         | 6-2, 3-6, 1-6, 6-3 |
| 2.     | 1969 | Canada Open, Toronto | Cemento    | John Newcombe | Earl Butch Buchholz Raymond Moore | 6–3, 6-4           |